# Gmina związkowa Pellenz
Gmina związkowa Pellenz (niem. Verbandsgemeinde Pellenz) – gmina związkowa w Niemczech, w kraju związkowym Nadrenia-Palatynat, w powiecie Mayen-Koblenz. Siedziba gminy związkowej znajduje się w mieście Andernach, które do tej gminy jednak nie należy.

## Podział administracyjny
Gmina związkowa zrzesza pięć gmin wiejskich:
1. Kretz
2. Kruft
3. Nickenich
4. Plaidt
5. Saffig